# Juan Antonio Fernández Abajo
Juan Antonio Fernández Abajo (Zaragoza, 21 de febrero de 1938-Barcelona, 6 de febrero de 2008) fue un presentador español de televisión, popular en los años 60 y 70, en los que condujo numerosos espacios de Televisión Española.

## Biografía
Realizó estudios de Bachillerato primero y, después, en la Escuela de Radiodifusión. En 1957 se incorpora a Radio Juventud de Barcelona pasando, en 1960, a Radio Nacional de España. Posteriormente, conduciría el programa La radio en el hogar (1964) en Radio Peninsular. También sería, en 1966, la voz que acompañó las transmisiones del Mundial de fútbol celebrado ese año en Inglaterra.
Entre sus primeras apariciones en televisión, cabe recordar el concurso ¿Quién dice la verdad? (1965-1966). Posteriormente vendrían Salta a la vista (1966), Palmo a palmo (1970), con Teresa Gimpera; Premio al mejor (1971) y los espacios deportivos Más lejos (1971) o Polideportivo (1973).
En esa época se puso al frente de macro-programas de variedades, de varias horas de duración con diferentes contenidos (entrevistas, música, humor, concursos...). Fueron muy populares Siempre en domingo (1972), con José Luis Uribarri, Pilar Cañada, Isabel Bauzá y Clara Isabel Francia; Tarde para todos (1972-1973), con Luciana Wolf y Clara Isabel Francia o Todo es posible en domingo (1974), con Tico Medina, Marisa Medina y Kiko Ledgard.
Presentó Estudio estadio en la temporada 1976-1977 y durante toda la década es la voz de las más importantes retransmisiones futbolísticas tanto en partidos de Copa de Europa como de la Selección Española, narrando entre otros la llamada «batalla de Belgrado», que supuso la clasificación del equipo español para el Campeonato del Mundo de Argentina 1978, al vencer a Yugoslavia 0 a 1 con el histórico gol de Rubén Cano, también el empate a 0 ante Brasil, ya en el Campeonato del Mundo de Argentina, en el que se produjo el legendario fallo de Julio Cardeñosa.
Como locutor de radio, creó y condujo, entre 1973 y 1976, el espacio deportivo Radiogaceta de los deportes, de Radio Nacional de España, y en 1981 el programa Cataluña Ahora, en la misma emisora. En esa década estuvo especialmente activo como actor y director de doblaje, siendo esta última ocupación la que tuvo hasta el fin de sus días tanto en TVE como en Sincrotake, un estudio de doblaje que él mismo fundó en su Zaragoza natal en 1992, pionero de esta industria en Aragón y que también se dedicaba a la formación de nuevos actores. A principios de los años noventa asume uno de sus últimos retos profesionales en Doblaje para La mal maison, empresa cuyo propietario era Agustín de Quinto. Posteriormente, regresó a Prado del Rey, donde recibió cometidos muy por debajo de su valía, al igual que otros compañeros como Marisa Medina o Ignacio Salas. Un triste final para uno de los profesionales más valiosos con que contó la televisión pública.

## Premios
- Premio Ondas (1969): Mejor locutor local RNE Barcelona.
- Antena de Oro (1972).
- TP de Oro al mejor presentador (1972).
- Premio Ondas (1973).
- Medalla de plata al Mérito Deportivo.
- Premio Nacional de la Radiodifusión.
- Premio Popular de Pueblo.
- 2 años consecutivos premio Popular Actualidad Española.
- Premio Nacional de los sindicatos de RTVE.